# Hamá

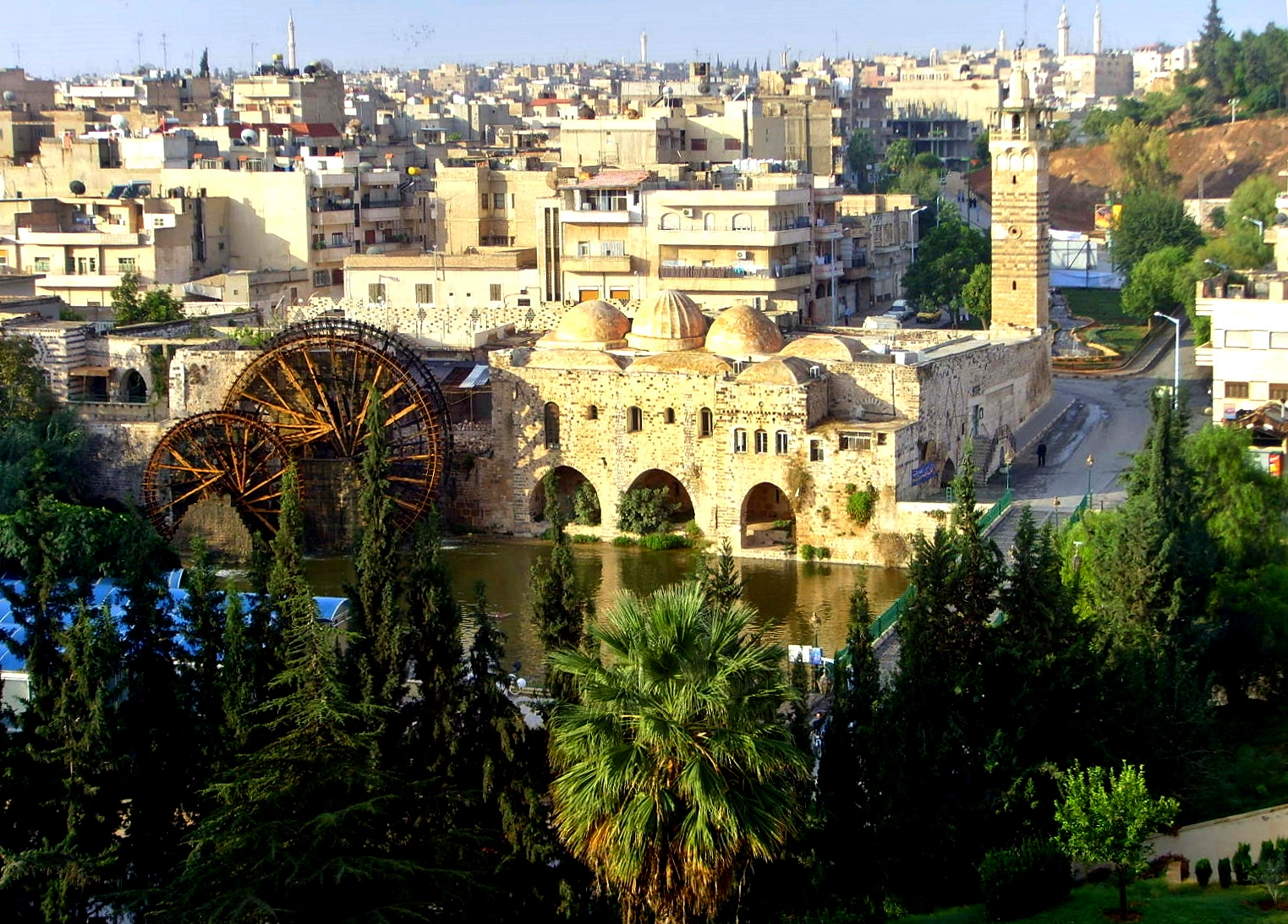
Hamá látképe az Orontész folyó vízemelő kerekeivel

Hamá (arabul: حماة Ḥamā, biblikus arámi Ḥamaθ, "erőd") város az Orontész folyó (arabul: al-Ászi) partján, Közép-Szíria északi, sűrűn lakott vidékének szívében. Hamá kormányzóság székhelye.

## Fekvése
Az Aleppót és Damaszkuszt összekötő ősi útvonal mentén, Homsztól 47 km-re északra, a termékeny hamái síkságon fekszik.

## Története

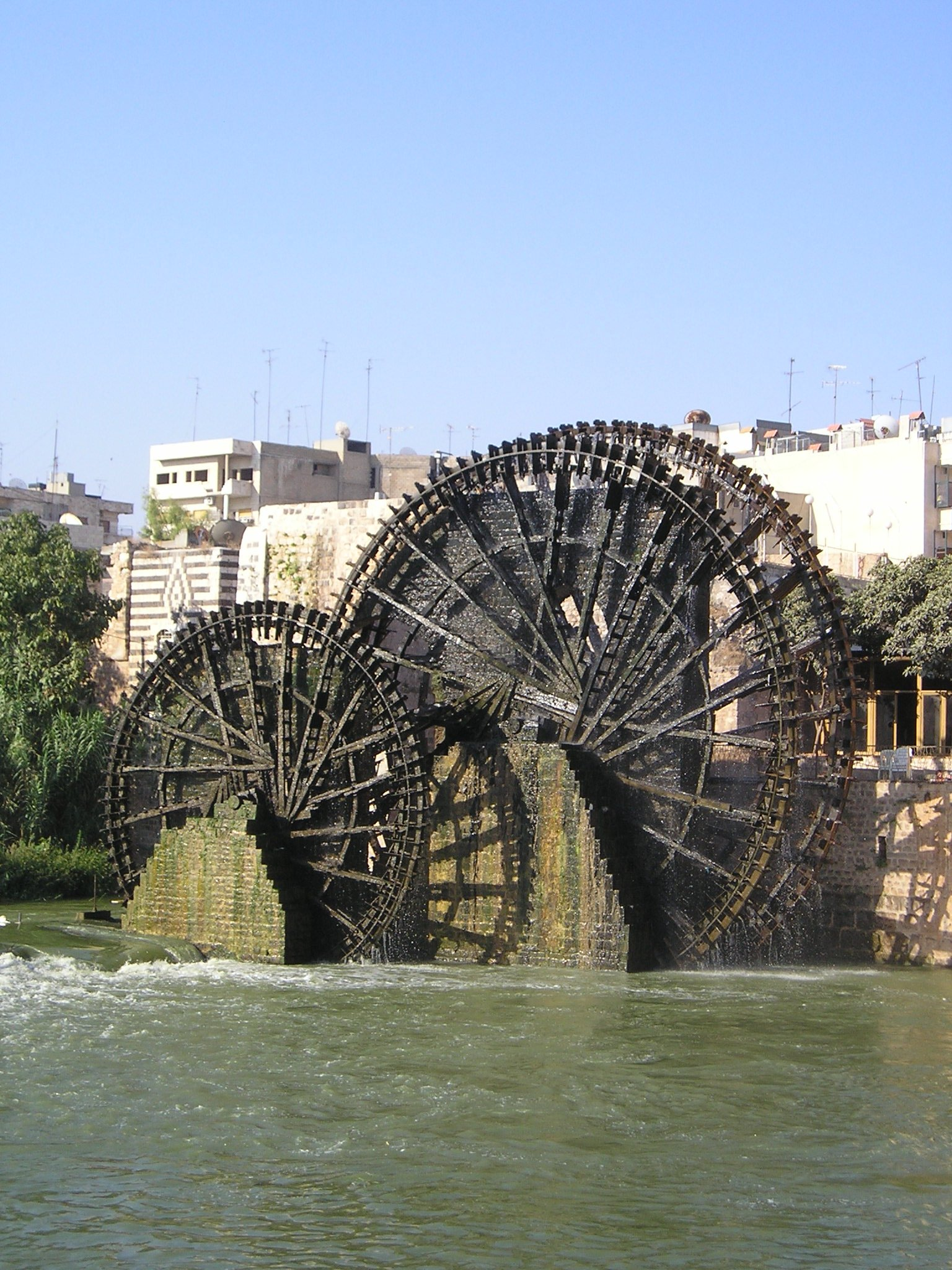
Nóriák az Orontész folyón

Hamá ősi település, mozgalmas történelemmel, melynek igazi különlegességei a még római kori, mai formájukban azonban középkorban épült 20 métert is meghaladó átmérőjű, hatalmas vízemelő kerekek (nóriák).
A történészek általában bibliai nevén említik, amely Hamath vagy Hamáth átírású.
Az itt végzett ásatások szerint már az időszámítás előtti 5. évezredben, a csiszoltkő-korszakban (neolitikum) is lakott hely volt. A várost az i. e. 22. század végén az amoriták fosztották ki és rombolták le. Az i. e. 2. évezred kezdetén rohamos fejlődésnek indult, és az i.e. 1500-as években, a mitanni uralom alatt már nagyhatalomnak számított. III. Thotmesz idején pedig egyiptomi fennhatóság alá került, majd i. e. 1350 körül a hettiták váltották fel a fáraók uralmát. Időszámításunk előtt 1100-ban az arameusok foglalták el és királyságuk északi fővárosává tették. A feljegyzések szerint ez a kétszáz év Hamá legfényesebb korszaka volt, de 720-ban II. Sarrukín király asszír seregei döntötték újra romba, azonban újra felépült.
Később a babiloniak, perzsák, Nagy Sándor, majd a Szeleukidák vették át a hatalmat. IV. Antiokhosz Epiphanész idejében visszakapta a  város korábbi fényét, ezért róla Epiphaniának nevezték el a várost. Róma és Bizánc idejében sikerült megőriznie belső függetlenségét, azonban 638-ban muszlim arab seregek foglalták el. 
1146-1173 közötti időkben, atabég Núr ad-Dín Mahmúd és az őt követő Ajjúbidák uralma alatt Hamá városa virágzásnak indult, és ez időben sok történelmi emlékkel is gazdagodott. Ekkor épült a Núri-mecset, a citadella, a nyugati városfal, de ez időben iskolák és kórház is épült.
Az oszmán-török idők azonban visszavetették a fejlődést. A termékeny tartományba beduinok törtek be, a lakosság elmenekült a falvakból, és a környék elnéptelenedett. Az utolsó két évszázadban jelentős hely lett, hivatali székhely, és előkelőségek lakhelye volt, kiknek ápolt kertjei, palotái az Orontész folyó partján emelkedtek.
Hamá az utolsó időkig megőrizte ősi formáját, az ortodox szunniták erős bástyájának és a nagybirtokosok fellegvárának számított. Az 1950-55-ös adatok alapján ez volt az ország egyetlen olyan nagyvárosa, ahol semmilyen modern lakónegyed, modern külváros nem épült. Hamában a 2. világháború utáni időkig még vízvezeték sem volt. A város ivóvízellátását több mint kétezer házikút és az Orontész folyó, és néhány víztározó biztosította. 1982-ben a Háfez el-Aszad elnök elleni, szunnita lázadás központjaként a szír hadsereg véresen leverte és komoly károkat szenvedett. A 2011-es szíriai felkelés során ismét központi szerepet játszott.

## Nevezetességek
- Noriák (vízemelő kerekek)

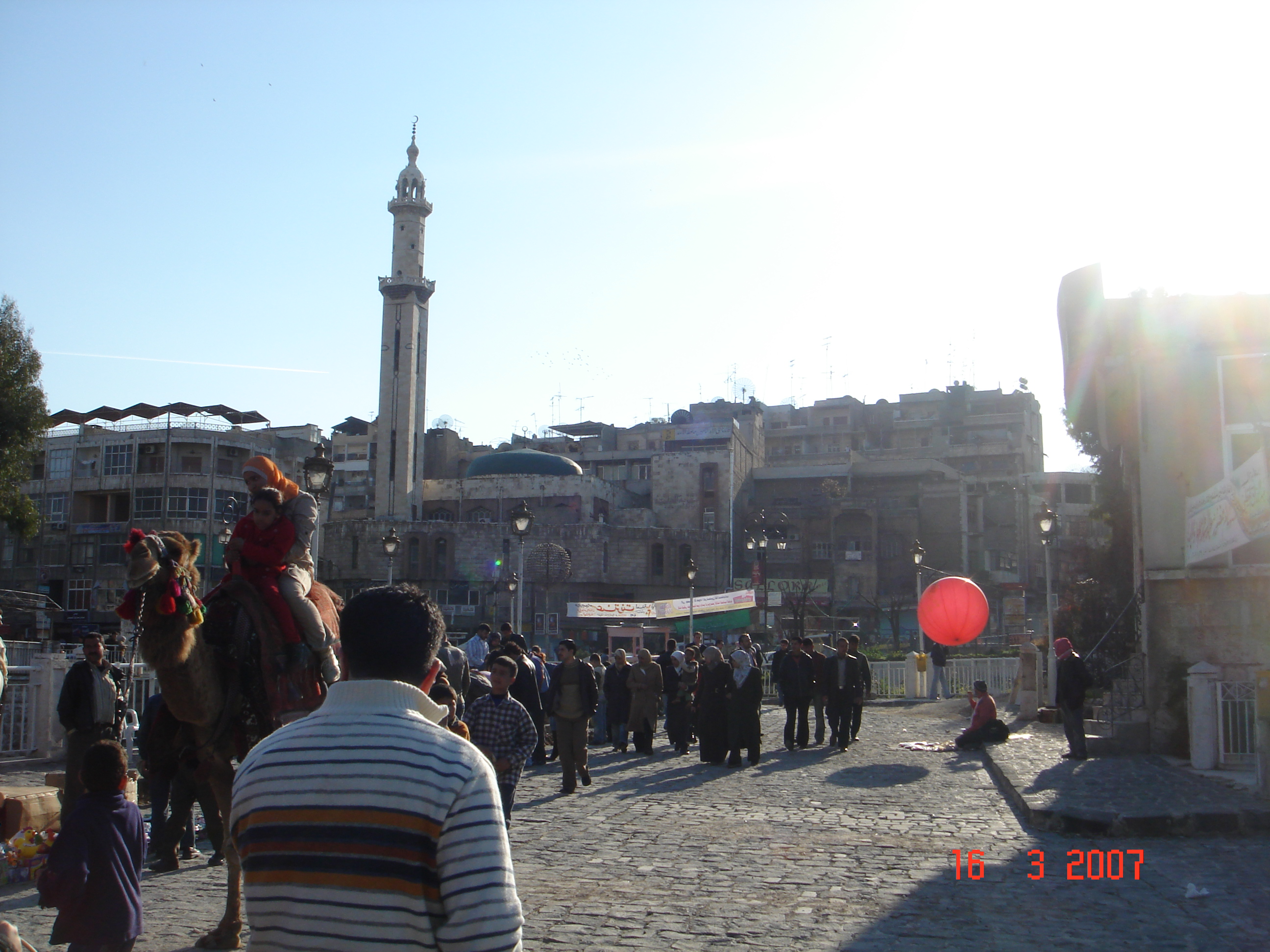
Hamái városkép minarettel

- Azem-palota - melyben ma múzeum található. A múzeum az ősi város leleteit gyűjtötte össze:

- Hettita időszakból való emlékek (bikafej, oroszlán, hieroglifek, , vízköpő.
- Római korból: bronz mécsesek, edények, amforák, szarkofág, az Orontész völgyében talált római és bizánci aranytárgyak, mozaikok, e korszakokból való szíriai üvegedények, domborművek.
- Iszlám időkből való agyagedények.
- Citadella
- Mecsetek (al-Núri mecset, Abu al-Fidá, Hamái nagymecset)